# Maurice-Jean-Marie Serres
Maurice-Jean-Marie Serres, francoski general, * 1896, † 1991.